# تی‌وی‌اس آپاچی
آپاچی (به انگلیسی: Apache) یک موتور سیکلت تک سیلندر هندی محصول شرکت تی‌وی‌اس موتور که از سال ۲۰۰۶ تولید می‌شود. بیش از ۲ میلیون موتور سیکلت آپاچی در جهان ساخته شده‌است.

## مدل‌ها
- آپاچی E-Surge 150
- آپاچی RTR 160
- آپاچی RTR 160 EFI
- آپاچی RTR 180
- آپاچی RTR 180 ABS
- آپاچی RTR 200[۳][۴]